# Stopplaats Kanaalweg
Stopplaats Kanaalweg (telegrafische code: knw) is een voormalige stopplaats aan de Nederlandse spoorlijn Bovenkerk - Uithoorn, destijds aangelegd en geëxploiteerd door de Hollandsche Electrische-Spoorweg-Maatschappij (HESM) als onderdeel van de Haarlemmermeerspoorlijnen. De stopplaats lag ten noorden van Uithoorn en ten oosten van Aalsmeer in de Noorder Legmeerpolder ter hoogte van de kruisende weg die destijds de naam Hoofdweg droeg. Aan de spoorlijn werd de stopplaats voorafgegaan door station Legmeerpolder en gevolgd door stopplaats Zijdelweg. Stopplaats Kanaalweg werd geopend op 1 mei 1915 en gesloten op 15 mei 1932. Bij de stopplaats was een dubbele wachterswoning, genummerd 40A en 40B, aanwezig welke werd gesloopt in april 2006.